# Reuben Chesang
Pour les articles homonymes, voir Chesang.
Reuben Chesang (né le 22 décembre 1962) est un athlète kényan, spécialiste du 1 500 mètres. 

## Biographie
Il remporte la médaille d'or du 1 500 mètres lors des Jeux du Commonwealth de 2002, à Victoria, devant Kevin Sullivan et John Mayock. 
Il se classe deuxième des Jeux africains de 1995, devancé par son compatriote Vincent Malakwen.

### Palmarès
| Date | Compétition          | Lieu     | Résultat | Marque        |
| ---- | -------------------- | -------- | -------- | ------------- |
| 1994 | Jeux du Commonwealth | Victoria | 1er      | 3 min 36 s 70 |
| 1995 | Jeux africains       | Harare   | 2e       | 3 min 40 s 66 |

### Records
| Épreuve | Épreuve   | Performance   | Lieu         | Date            |
| ------- | --------- | ------------- | ------------ | --------------- |
| 1 500 m | Plein air | 3 min 36 s 70 | Victoria     | 28 août 1994    |
| 1 500 m | Salle     | 3 min 40 s 70 | Sindelfingen | 14 février 1993 |